# Алфавит гуарани
Алфавит гуарани, или Ашегеты́ (Achegety) — алфавит, используемый для записи языка гуарани, который является одним из официальных (наряду с испанским) языком Парагвая. Алфавит использует диграфы и диакритические знаки.
Слово ашегеты происходит от названий трех первых букв (а-ше-ге (a-che-ge)) и слова ты (ty), означающего «скопление».

## Буквы
Алфавит гуарани использует 33 буквы и диграфы, которые тоже входят в алфавит. Буквы расположены в следующем порядке:
A, Ã, Ch, E, Ẽ, G, G̃, H, I, Ĩ, J, K, L, M, Mb, N, Nd, Ng, Nt, Ñ, O, Õ, P, R, RR, S, T, U, Ũ, V, Y, Ỹ, '.
Буква «'» (пусо́) служит для обозначения гортанной смычки. Латинские буквы B, C и D используются только в диграфах mb, ch и nd. Буквы F, Q, W, X и Z не используются. Буква L и диграф rr используются либо в словах, взятых из испанского языка, либо в неглагольных междометиях.
Буквы с тильдами, служащие для обозначения носовых гласных, могут быть замененными буквами с циркумфлексами, из-за их отсутствия в некоторых шрифтах.

## Фонетика
| A a   | Ã ã       | Ch ch | E e | Ẽ ẽ | G g | G̃ g̃   | H h |
| ----- | --------- | ----- | --- | --- | --- | ----- | --- |
| /a/   | /ã/       | /ɕ/   | /e/ | /ẽ/ | /ɰ/ | /ɰ̃/   | /x/ |
| I i   | Ĩ ĩ       | J j   | K k | L l | M m | Mb mb | N n |
| /i/   | /ĩ/       | /j/   | /k/ | /l/ | /m/ | /mb/  | /n/ |
| Nd nd | Ng ng     | Nt nt | Ñ ñ | O o | Õ õ | P p   | R r |
| /nd/  | /ŋg/, /ŋ/ | /nt/  | /ɲ/ | /o/ | /õ/ | /p/   | /ɾ/ |
| Rr rr | S s       | T t   | U u | Ũ ũ | V v | Y y   | Ỹ ỹ |
| /r/   | /s/       | /t/   | /u/ | /ũ/ | /ʋ/ | /ɯ/   | /ɯ̃/ |

## История
До завоевания Америки испанцами, народы гуарани не имели письменности. Первые попытки записать их язык были совершены миссионерами-иезуитами, использовавшими латинский алфавит.
Язык гуарани записывался на протяжении независимой истории Парагвая, и в 1950 году, в городе Монтевидео, были определены нормы письменности языка гуарани. Эта система используется до сегодняшнего дня, несмотря на наличие некоторых спорных моментов, например:
- Некоторые писатели предпочитают записывать звук ш буквой «x», вместо диграфа «ch».
- Другие предлагают заменить букву «G̃» на простую букву «g» и тильду на близлежащих гласных.

Над развитием языка гуарани в Парагвае работает фонд Fundación Yvy Marãe’ỹ.